# Bitva u Arkadiopole
Bitva u Arkadiopole se odehrála roku 970 mezi byzantskou armádou vedenou Bardou Sklerem a protibyzantskou koalicí vedenou kyjevským knížetem Svatoslavem I. V době, kdy se odehrála tato bitva, byl na byzantském trůně Jan I. Tzimiskes.
Podle ruských bylin poslal Svatoslav poté, co se jeho předvoj přiblížil k městu, do Konstantinopole strohou zprávu: „Přijdu si pro vás“.[zdroj?] Všech občanů města se zhostila panika, protože si vzpomněli na proslulý epitaf na hrobce Nikefora Foky, jehož autorem je metropolita Jan a začíná těmito slovy „Dobyli jste vše až na ženy!“ a končí srdceryvnou prosbou k velkému válečníku, aby zachránil Byzanc před strašnými Skýty, kteří obléhali hradby Konstantinopole.[zdroj?]
Armády se střetly poblíž Arkadiopole (dnešní Lüleburgaz) nacházející se asi 100 kilometrů západně od Konstantinopole. Jan Skylitzes zaznamenal, že ruská vojska byla rozdělena do tří armád, z toho každá čítala deset tisíc mužů. První armáda se skládala z Bulharů a Rusů, druhou armádu tvořili Maďaři a třetí armádu tvořili turkičtí Pečeněhové. Byzantští historikové udávají, že vojsko protibyzantské koalice utrpělo až dvaceti tisícové ztráty, což moderní badatelé považují za velmi přehnané číslo.[zdroj?] Navzdory tomuto úspěchu (okázale zvětšenému v řeckých zdrojích) byl Sklerus odvolán z armády za účelem jednání se vzbouřeným generálem Bardasiem Phocem. O rok později dobylo byzantské vojsko Preslav a obléhalo Svatoslava v Dorostonu (dnes Silistra).[zdroj?]